# トロナ
トロナ（英語: trona）は、鉱物（炭酸塩鉱物）の一種。化学組成は Na3H(CO3)2・2H2O、または Na3(CO3)(HCO3)・2H2O、または Na2CO3・NaHCO3・2H2O である。トロナ石、トロナ鉱石、重炭酸ソーダ石、セスキ炭酸ナトリウム二水和物とも呼ばれる。形式的には1モルの炭酸ナトリウムと1モルの炭酸水素ナトリウムから構成される複塩である。

## 語源
アラビア語のナトロンの略語 “trōn” がスウェーデン語の “trona”、またはスペイン語の “trona” を経由して英語の “trona” となった。

## 産出地
大河や塩湖（ソーダ湖）の周辺に産出する。ナイル川下流域は歴史的な産出地である。塩湖の例としてはマガディ湖（ケニア）、マカディカディ塩湖（ボツワナ）等があり、オーエンズ湖、シアルス湖（アメリカ合衆国）の場合は完全に干上がっている。グリーン・リバー市（アメリカ合衆国）周辺には、古第三紀に干上がった湖が、鉱床となって地下240 - 490メートルに存在している。

## 用途・加工法
炭酸ナトリウムの原料として採掘されている。炭酸ナトリウムの製法には、トロナや塩水といった天然資源から精製する方法と、ソルベー法等の化学合成によるものとがある。アメリカでは、グリーンリバーの鉱床が発見されて以降、トロナを利用する方法に切り替わった。世界的には、全生産量のうちおよそ28%が天然由来となっている。
また、精製されたトロナはセスキ炭酸ナトリウム2水和物の無色針状結晶としてそのまま食品添加物、洗剤などに使われている。